# Jörg Freyhof
Jörg Freyhof, né en 1964 à Ludwigshafen, est ichtyologiste allemand et photographe spécialisé dans les poissons.